# Villanova Solaro
Villanova Solaro là một đô thị tại tỉnh Cuneo trong vùng Piedmont của Italia, vị trí cách khoảng 40 km về phía nam của Torino và khoảng 40 km về phía bắc của Cuneo. Tại thời điểm ngày 31 tháng 12 năm 2004, đô thị này có dân số 788 người và diện tích là 14,8 km².
Đô thị Villanova Solaro có các frazioni (đơn vị cấp dưới, chủ yếu là các làng) Vernetto and Airali.
Villanova Solaro giáp các đô thị: Moretta, Murello, Ruffia, Scarnafigivà Torre San Giorgio.